# Délkelet-Ázsia írásrendszerei

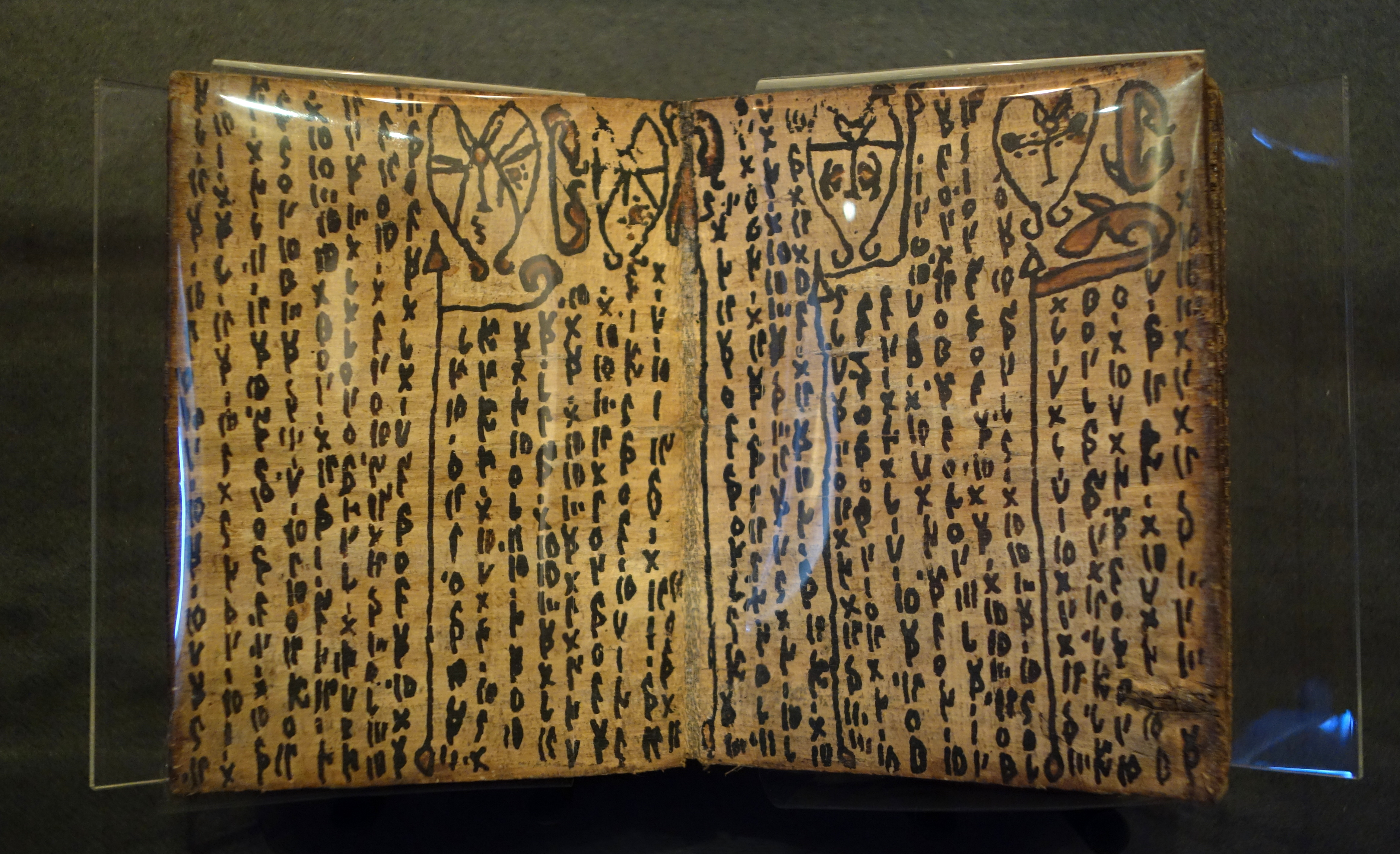
Egy kézirat (pusztaha) az 1800-as évek elejéről Közép-Szumátrából, batak toba nyelven, amely Indonézia számos nyelvének egyike.

Délkelet-Ázsiában különböző olyan írásrendszereket használnak, amelyek eltérnek a latin ábécétől. Az alábbi listában az írásrendszerek nyelvcsaládonként vannak felsorolva.

## Ausztroázsiai nyelvek
- Khmer írás (khmer nyelvre)[1]
- Khom írás (a bahnár nyelvekhez)[2]
- Chữ Nôm (történelmi írásrendszer a vietnámi nyelv számára)[3]

## Ausztronéz nyelvek
A legtöbb ausztronéz nyelv ma latin írást használ. Az alábbiakban néhány nem latin alapú írásrendszer van felsorolva:
- Dzsavi és Pegon írásmódok (a maláj és számos más nyelv esetében)[4]
- Csam írás (a csam nyelv számára)[5]
- Eszkaja írás (az Eszkaja nyelv számára)[6]
- Gangga Melayu[7]
- Kavi írás (a délkelet-ázsiai tengeri térségben használatos)
  - Batak írás[8]
  - Baybayin[9]
    - Buhid írás[10]
    - Hanunó'o írás[11]
    - Kulitai ábécé (a Kapampang nyelv számára)
    - Tagbanva írás[12]

  - Buda írás
    - Balinéz írás[13]
    - Jávai írás[14]
    - Régi szundanéz írás
      - Szundanéz írás[15]

  - Lontara írás[16]
    - Lota Ende írás
    - Mbojo írás
    - Sikka írás

  - Makaszár írás
  - Rencong/Ulu írások
    - Kerinci írás
    - Lampung írás
    - Redzsang írás[17]
    - Szerang írás

  - Szaszak írás
- Egyéb írásrendszerek
  - Alifuru írás
  - Bonda írás
  - Dunging írás
  - Gayo írás
  - Maleszung írás
  - Minangkabau írás
  - Mongondov írás
  - Nias írás
  - Szangir írás

## Hmong-mien nyelvek
- Romanizált népi ábécé (hmong RPA)
- Pollard-írás[18]
- Pahavh hmong[19]
- Nyiakeng Puacsue Hmong
- Eebee Hmong

## Tai-kadai nyelvek
Számos délnyugati tai nyelvet a bráhmi írásból származó jelkészlettel írnak. A csuang nyelvet hagyományosan kínai írásjegyekkel írták, de ma már általában latin ábécét használnak.
- Thai írás[20]
- Laó írás[21]
- Sawndip
- Shan írás[22]
- Tai vietnámi írás[23]
- Tai Le írás[24]
- Új tai lue ábécé[25]
- Tai Tham írás[26]
- Tai jo írás

## Tibeti-burmai nyelvek
- Burmai írás [27]
  - S'gav Karen ábécé
  - Csakma írás
- Ersu Shaba
- Kayah Li ábécé[28]
- Fraser írás[29] (a liszu nyelv számára)
- Naxi írás[30]
  - Geba szótagírás
  - Dongba jelek
- Zomi írás
- Tangut írás[31]
- Tibeti írás[32]
- Tujia írás[33]
- Ji írás[34]

## Fordítás
Ez a szócikk részben vagy egészben  a   Writing systems of Southeast Asia című angol Wikipédia-szócikk ezen változatának fordításán alapul.  Az eredeti cikk szerkesztőit annak laptörténete sorolja fel. Ez a jelzés csupán a megfogalmazás eredetét és a szerzői jogokat jelzi, nem szolgál a cikkben szereplő információk forrásmegjelöléseként.